# ای. جی. فویت
ای. جی. فویت (انگلیسی: A. J. Foyt؛ زادهٔ ۱۶ ژانویهٔ ۱۹۳۵) یک اتومبیل‌ران فرمول ۱ سابق اهل ایالات متحده آمریکا است.

ای جی فویت همچنین رکورد دار بیشترین برد در مسابقه ایندیاناپلیس ۵۰۰ است.